# José Antonio Villanueva
José Antonio Villanueva Trinidad  (* 3. Februar 1979 in Madrid) ist ein ehemaliger spanischer Bahnradsportler.
Bis Mitte der 2000er Jahre gehörte José Antonio Villanueva zu den besten Bahnsprintern Spaniens. Zweimal – 2003 und 2006 – wurde er Spanischer Meister im Sprint, 2003 zudem im 1000-Meter-Zeitfahren.
2000 belegte er im Teamsprint den dritten Platz bei den Bahn-Weltmeisterschaften in Manchester, gemeinsam mit José Antonio Escuredo und Salvador Meliá; vier Jahre später, bei der Bahn-WM in Melbourne wurde Trio in derselben Besetzung Vize-Weltmeister. 2002 wurde Villanueva zudem Vize-Weltmeister im Keirin. Zudem belegte er zahlreiche Podiumsplätze bei Weltcuprennen.
Zweimal – 2000 sowie 2004 – nahm Villanueva an Olympischen Spielen teil, seine beste Platzierung war ein sechster Platz im Sprint 2000 in Sydney.
Seit 2009 ist José Antonio Villanueva als Pilot des sehbehinderten Sportlers José Enrique Porto auf dem Tandem aktiv. Gemeinsam gewannen die beiden Athleten zwei Silber- sowie vier Bronzemedaillen in Sprint und Zeitfahren (Stand 2015).